# Iso-Markku
Iso-Markku är en ö i Finland.   Den ligger i kommunen Euraåminne (tidigare Luvia) i den ekonomiska regionen  Björneborgs ekonomiska region  och landskapet Satakunta, i den sydvästra delen av landet, 220 km nordväst om huvudstaden Helsingfors.
Terrängen på Iso-Markku är mycket platt.  I omgivningarna runt Iso-Markku växer i huvudsak blandskog.